# Complesso di Torre Ranieri
Il complesso di Torre Ranieri è un complesso di edifici residenziali di edilizia economica localizzati in via Manzoni, all'altezza di Torre Ranieri a Posillipo, Napoli.

## Storia
Il complesso fu voluto dal Ministero dei lavori pubblici e dal genio civile, fu uno dei primi interventi post bellici e venne edificato tra il 1947 e il 1951 in una prima fase e tra il 1955 e il 1957 in una seconda fase. I progettisti dell'intervento furono gli ingegneri Luigi Cosenza e Adriano Galli e l'architetto Francesco Della Sala. Il complesso di Torre Ranieri, nella qualità e nella tempestività degli interventi in materia di prefabbricazione seriale, è paragonabile al coevo quartiere sperimentale di Milano QT8 realizzato su progetto di Piero Bottoni, ma a differenza di quest'ultimo Torre Ranieri si differenzia per voler perseguire un obiettivo di sperimentazione costruttiva, rimandando a momenti successivi quelli sulle finiture e sull'estetica.
Successivamente il CESUN perfeziona le soluzioni tecniche e le propone dapprima al comune di Napoli per un intervento di duecento alloggi in via Terracina e poi all'Ina-casa, entrambe le proposte sono senza esito.

## Urbanistica e architettura
Il complesso occupa un lotto di circa 15.000 m² per un totale di 248 vani con densità di 240 abitanti su ettaro e 1,4 abitanti su vano. La scelta tipologica e la scelta delle piante tipo degli alloggi viene fatta per veicolare le sperimentazioni costruttive; vengono usate palazzine tradizionali a due piani e con due alloggi per piano. Una piccola sperimentazione tipologica viene fatta da su un protitipo di alloggio a piani sfalsati.
Il progetto urbanistico è impostato su una strada ad anello; la strada distribuisce tutti i sedici lotti, orientati secondo l'asse eliotermico. Sul lato di via Petrarca è stato progettato uno zoccolo in pietra vulcanica che contiene gli accessi pedonali, mentre quello carrozzabile è in via Manzoni.

## Struttura
La sperimentazione strutturale s'imposta su due direttrici: sperimentazione sulle murature portanti e sperimentazione sugli elementi portanti prefabbricati in officina o in opera.
- Palazzina n. 1
Sistema Savarese: 2 piani con alloggi sfalsati per piano; strutture portanti in calcestruzzo speciali; superficie coperta con alloggi da 4 vani di 143 e 166 metri quadrati.
- Palazzina n. 2
Sistema ALCAM: 2 piani con 2 alloggi per piano; pilastri in calcestruzzo armato prefabbricato e doppia parete perimetrale in calcestruzzo.
- Palazzina n. 3
Sistema del Gaudio: 2 piani con 2 alloggi; pareti in blocchetti forati prefabbricati, solai con travi precompresse; superficie coperta di ogni alloggio è di 80 metri quadrati.
- Palazzina n. 4
Sistema Foschini: 2 piani con 2 alloggi; casa a getto in casseforme, solai con travi parzialmente prefabbricate.
- Palazzina n. 5
Sistema Supersacelit: 2 piani con 2 alloggi; pareti in supersacelit armato, solai Varese.
- Palazzina n. 6
Sistema Lapilcemento: 2 piani con 2 alloggi; pareti in blocchetti cavi di sabbione e cemento; superficie coperta di ogni alloggio è di 99 metri quadrati.
- Palazzina n. 7
Sistema a Getto: 2 piani con 2 alloggi; pareti in calcestruzzo, solai Varese; superficie coperta di ogni alloggio è di 132 metri quadrati.
- Palazzina n. 8
Sistema Motta: 2 piani con 2 alloggi; muratura in laterizi con strutture in calcestruzzo armato in opera.
- Palazzina n. 9
Sistema Ghira: 3 piani con 2 alloggi; pilastri e stravi perfabbricati con topagni a doppia parete; superficie coperta di ogni alloggio è di 94 metri quadrati.
- Palazzina n. 10
Sistema Centro Studi: 4 elementi sfasati a due piani con alloggio a piano; muratura in mattoni silicio-calcarei, superficie coperta da ogni alloggio 130 metri quadrati.
- Palazzina n. 11
Sistema Sambito: 4 piani con 2 alloggi; pilastri prefabbricati in opera, tompagnature in lapilcemento, solai prefabbricati; superficie coperta di ogni alloggio 113 metri quadrati.
- Palazzina n. 12
Sistema Ciarlini: 4 piani con 2 alloggi; pali Scac, pareti a doppia fodera di laterizi con riempimento in conglomerato di lapillo, solai in travi precompresse; superficie coperta di ogni alloggio 92 metri quadrati.
- Palazzina n. 13
Sistema Tarallo: 3 piani con 2 alloggi; pilastri prefabbricati, pareti in blocchi vibrati, solai con travi in lapilpomice; superficie coperta di ogni alloggio 107 metri quadrati.
- Palazzina n. 14
Sistema Gaburri: 3 piani con 2 alloggi; pilastri, travi e solaio prefabbricati e montati in opera, tompagni in lapillo.
- Palazzina n. 15
Sistema Bianchini: 4 alloggi su piani sfalsati; ossatura portante in calcestruzzo armato, lastre prefabricate in calcestruzzo retinato per pareti e solai.
- Palazzina n. 16
Sistema Parasiliti: 1 alloggio su due piani; solai in lapilpomice e solai Vibrale; superficie coperta dall'alloggio 172 metri quadrati.